# Finale Coppa Italia 2012
De finale van de Coppa Italia van het seizoen 2011/12 werd gehouden op 20 mei 2012 in het Stadio Olimpico in Rome. Juventus nam het op tegen Napoli. De Napolitanen haalden het met 2–0 na een strafschopdoelpunt van Edinson Cavani en goal van Marek Hamšík. Het was de vierde keer dat Napoli met de Coppa aan de haal ging.

## Wedstrijd
|                         |          |                              |        |                                                                                      |
| 20 mei 2012 21:00 UTC+2 | Juventus | 0 – 2                        | Napoli | Stadio Olimpico, Rome Toeschouwers: 70.000 Scheidsrechter: Christian Brighi (Italië) |
| 20 mei 2012 21:00 UTC+2 |          | 63' (pen.) Cavani 83' Hamšík |        | Stadio Olimpico, Rome Toeschouwers: 70.000 Scheidsrechter: Christian Brighi (Italië) |

| Juventus | Napoli |

| Juventus:      |    |                      |         |
|                |    |                      |         |
| GK             | 30 | Marco Storari        | 62'     |
| CB             | 15 | Andrea Barzagli      |         |
| CB             | 19 | Leonardo Bonucci     |         |
| CB             | 4  | Martín Cáceres       |         |
| DM             | 21 | Andrea Pirlo         |         |
| RM             | 26 | Stephan Lichtsteiner | 68'     |
| CM             | 8  | Claudio Marchisio    | 40'     |
| CM             | 22 | Arturo Vidal         |         |
| LM             | 28 | Marcelo Estigarribia |         |
| AM             | 10 | Alessandro Del Piero | 68'     |
| CF             | 23 | Marco Borriello      | 64' 72' |
| Wisselspelers: |    |                      |         |
| MF             | 7  | Simone Pepe          | 68'     |
| FW             | 14 | Mirko Vučinić        | 68'     |
| FW             | 18 | Fabio Quagliarella   | 72' 90' |
| Coach:         |    |                      |         |
| Antonio Conte  |    |                      |         |

| Napoli:         |    |                    |       |
|                 |    |                    |       |
| GK              | 1  | Morgan De Sanctis  | 80'   |
| CB              | 6  | Salvatore Aronica  |       |
| CB              | 14 | Hugo Campagnaro    |       |
| CB              | 28 | Paolo Cannavaro    | 56'   |
| RM              | 11 | Christian Maggio   |       |
| CM              | 20 | Blerim Džemaili    | 54'   |
| CM              | 88 | Gökhan İnler       |       |
| LM              | 18 | Juan Camilo Zúñiga |       |
| RW              | 17 | Marek Hamšík       | 86'   |
| CF              | 7  | Edinson Cavani     | 90+3' |
| LW              | 22 | Ezequiel Lavezzi   | 73'   |
| Wisselspelers:  |    |                    |       |
| FW              | 29 | Goran Pandev       | 73'   |
| DF              | 8  | Andrea Dossena     | 86'   |
| DF              | 85 | Miguel Britos      | 90+3' |
| Coach:          |    |                    |       |
| Walter Mazzarri |    |                    |       |

1922 ·
1923–1935 ·
1936 ·
1937 ·
1938 ·
1939 ·
1939 ·
1939 ·
1939 ·
1939 ·
1944–1957 ·
1958 ·
1959 ·
1960 ·
1961 ·
1962 ·
1963 ·
1964 ·
1965 ·
1966 ·
1967 ·
1968 ·
1969 ·
1970 ·
1971 ·
1972 ·
1973 ·
1974 ·
1975 ·
1976 ·
1977 ·
1978 ·
1979 ·
1980 ·
1981 ·
1982 ·
1983 ·
1984 ·
1985 ·
1986 ·
1987 ·
1988 ·
1989 ·
1990 ·
1991 ·
1992 ·
1993 ·
1994 ·
1995 ·
1996 ·
1997 ·
1998 ·
1999 ·
2000 ·
2001 ·
2002 ·
2003 ·
2004 ·
2005 ·
2006 ·
2007 ·
2008 ·
2009 ·
2010 ·
2011 ·
2012 ·
2013 ·
2014 ·
2015 ·
2016 ·
2017 ·
2018 ·
2019 ·
2020 .
2021 .
2022 .
2023 .
2024 .